# 理查德·克伦威尔
理查德·克伦威尔（英語：Richard Cromwell；1626年—1712年），奥利弗·克伦威尔之子，1658年—1659年任英格兰共和国护国公。
1658年父亲去世后，理查德成为护国公，但他缺乏权威。他试图在军队和民间社会之间进行调解，并允许一个包含许多心怀不满的长老会教徒和保王党教徒的议会就座。对文职议员意图取代军队的怀疑在试图起诉一名反对保王党的少将时达到了顶峰。军队对理查德进行了威胁性的武力示威，可能已经将他拘留。仅仅9个月后，他就正式宣布放弃权力。
尽管被召回的内战人物约翰·兰伯特将军镇压了保王党叛乱，随后他阻止了残缺议会重新召开会议，并成立了一个安全委员会，但兰伯特发现，面对乔治·蒙克将军从苏格兰的推进，他的部队已经溃散。蒙克随后主持了1660年的复辟。克伦威尔流亡欧洲大陆，余生默默无闻。他最终回到了自己的英国庄园，三十年后去世，享年85岁。克伦威尔是3个世纪以来寿命最长的英国国家元首，直到2012年1月伊丽莎白二世以85岁零9个月零9天的高龄将其超越。

## 生平

### 早年
克伦威尔1626年10月4日出生于亨廷登，是奥利弗·克伦威尔和妻子伊丽莎白的第三个儿子。人们对他的童年知之甚少。他和他的三个兄弟在埃塞克斯郡的费尔斯德学校接受教育，学校离他们母亲的家很近。没有他上过大学的记录。1647年5月，他成为林肯律师学院的会员；然而，他随后没有被传唤出庭。相反，克伦威尔在1647年加入新模范军，担任莱斯利子爵（后来晋升莱斯特伯爵）亲卫队上尉，同年晚些时候被任命为托马斯·费尔法克斯（费尔法克斯勋爵）亲卫队队长。
1649年，克伦威尔与汉普郡贵族理查德·迈约尔的女儿多萝西·迈约尔结婚。随后，他和妻子搬到了位于汉普郡赫尔斯利的迈约尔庄园。在1650年代，他们有九个孩子，其中五个活到了成年。克伦威尔被任命为汉普郡的太平绅士，并在各个郡委员会任职。在这段时间里，理查德似乎一直是他父亲关注的焦点，他写信给理查德·迈约尔说：“我会让他思考并理解商业，读一点历史，研究数学和宇宙学：这些都是好的，附属于上帝的事物。比无所事事或仅仅是外在的世俗内容要好。这些适合公共服务，一个人就是为之而生的”。

### 政治背景
理查德之父奥利弗·克伦威尔在四十多岁时从一名默默无闻的国会议员成长为新模范军的指挥官，该军在英国内战中获胜。当奥利弗·克伦威尔结束在爱尔兰的最后一次战役回归时，他对长老会和新教其他思想流派在残缺议会中的无结果辩论感到失望。议员们对任何带有天主教色彩东西的怀疑，在战争中与保王党有着密切的联系，导致了宗教戒律的实施，使温和派圣公会教徒几乎无法容忍。
清教徒政权严格执行安息日，并禁止几乎所有形式的公共庆祝活动，甚至包括圣诞节。克伦威尔试图通过一个被称为小议会的军队提名的议会来改革政府，但这些提议过于激进，以至于他在几个月后被迫结束了这项实验。此后，一部成文宪法为克伦威尔设立了护国公的职位，从1653年到1658年克伦威尔去世，他以君主的所有权力进行统治，而理查德则担任继承人。

### 进入政坛
1653年，理查德·克伦威尔被任命为小议会的议员，同时他的弟弟亨利也是议会议员。同年，当他的父亲被任命为护国公时，他也没有被赋予任何公职；然而，他被选为第一次护国公议会的亨丁顿议员，第二次护国公议会的剑桥大学议员。
根据护国公宪法，奥利弗·克伦威尔必须提名一位继任者，从1657年起，他让理查德更多地参与政权的政治。6月，他出席了父亲的第二次护国公就职典礼，但没有参加第一次就职典礼。7月，他被任命为牛津大学校监，12月成为国务会议成员。

### 第二代护国公（1658-1659）

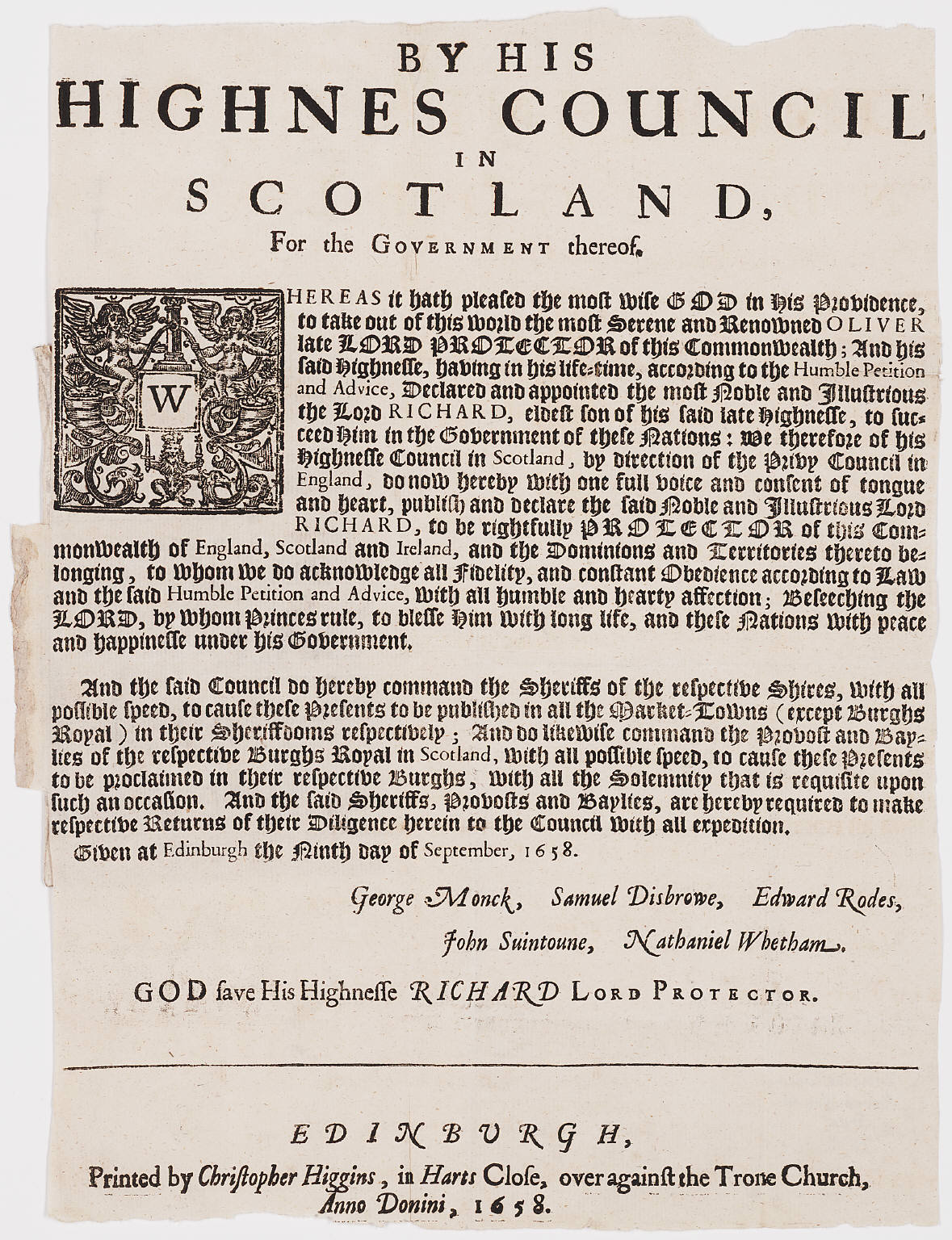
在苏格兰爱丁堡发布的声明，内容为奥利弗·克伦威尔的死讯以及他儿子理查德继任护国公，1658年

奥利弗·克伦威尔于1658年9月3日去世，理查德在同一天被告知将继任。一些争议围绕着继承权。约翰·瑟洛的一封书信表明，克伦威尔于8月30日口头提名了他的儿子，但其他理论认为，他要么没有提名继任者，要么提名了他的女婿查尔斯·弗利特伍德。
理查德面临着两个迫在眉睫的问题。首先是军队，鉴于他缺乏军事经验，军队质疑他作为指挥官的地位。其次是政权的财政状况，债务估计为200万英镑。因此，克伦威尔的枢密院决定于1658年11月29日召开议会，以解决这些财政问题（1658年12月3日正式确认了这一决定）。根据谦逊请愿书和建议的条款，这个议会被称为使用传统的选举权（从而摆脱了政府约法下的制度，即削减腐败选区的代表权，转而支持郡选区。）这意味着政府控制选举的能力较弱，因此无法有效管理议会。因此，当第三届护国公议会于1659年1月27日首次召开会议时，它由温和派长老会教徒、秘密保王党人和少数大声疾呼的联邦党人（或共和党人）主导。
议会的“另一院”——一个根据谦逊请愿书和建议成立的机构，旨在在下议院发挥平衡作用——也得到了恢复。正是这个第二议会议院及其与上议院（1649年被废除）的相似之处主导了本届议会。共和党的不满者就上议院成员（尤其是其军事特遣队）的不足发表了冗长辩论的演讲，并质疑这是否表明了护国公政权的总体倒退，以及它与议员们最初参与内战的“旧善事业”的分歧。他们认为，除了名义上的复兴，上议院只是回归国王、上议院和下议院古宪政的一小步。
与此同时，新模范军的军官们对政府对军事事业的承诺越来越警惕。克伦威尔缺乏军事资格这一事实激怒了那些在英国内战战场上为确保国家自由而战斗的人。此外，新议会似乎对军队缺乏尊重，许多军人对此感到震惊。特别是，人们担心议会会进行军事削减以降低成本，到1659年4月，军队军官总委员会已经开会要求提高税收，以资助政权的开销。
1659年4月6日，克伦威尔向议会递交了一份请愿书，表达了他们的不满。然而，议会并没有按照军队的建议采取行动；相反，他们搁置了这份请愿书，并于1659年4月12日对威廉·博特勒提出弹劾条款，增加了军方的怀疑。据称，博特勒在1655年担任奥利弗·克伦威尔的少将期间虐待了一名保王党囚犯。随后，下议院于1659年4月18日通过了两项决议，规定未经护国公和议会的明确许可，不得再举行军官会议，所有军官都应宣誓不会以武力破坏议会会议。
这些对军事威望的直接冒犯让军队贵族无法忍受，并引发了文官主导的议会和军队之间的最终分裂，最终导致议会解散和克伦威尔最终下台。当克伦威尔拒绝军队解散议会的要求时，军队在圣詹姆斯宫集结。克伦威尔最终屈服于他们的要求，于4月22日解散议会，并于1659年5月7日重召残缺议会。
在随后的一个月里，克伦威尔没有反抗，拒绝了法国大使的武装援助提议，尽管他可能被军队软禁。5月25日，在伦普同意偿还债务并提供养老金后，克伦威尔递交了一封正式信函，辞去了护国公的职务。他告诉议会，“我挚爱并珍视这个英联邦的和平，远远高于我自己的担忧”。“理查德从未被正式废黜或逮捕，而是被允许逐渐消失。护国公体制从一开始就被视为纯粹的篡夺。"
他继续住在怀特霍尔宫，直到7月，他被残缺议会强迫返回赫斯利。保王党对克伦威尔的倒台感到高兴，许多讽刺攻击浮出水面，其中他被冠以“退位的迪克”和“迪克女王”的不讨人喜欢的绰号。

### 后期岁月
在1659年冬天的政治困难期间，有传言称克伦威尔将被召回为护国公，但最终没有结果。1660年7月，克伦威尔前往法国，再也没有见到他的妻子。在那里，他使用了各种假名，包括约翰·克拉克（John Clarke）。后来，他周游欧洲，参观了欧洲的各个法院。作为一名来访的英国人，他曾被邀请与孔蒂亲王阿尔芒·德·波旁共进晚餐，对方并不知道自己是谁。晚餐时，亲王向克伦威尔询问了英国的情况，他说：“好吧，奥利弗虽然是叛徒和恶棍，但他是一个勇敢的人，有着伟大的角色，有着巨大的勇气，配得上统御（国家）；但理查德，那个舵手和水手，肯定是世上最卑鄙的人；那个傻瓜怎么了？”克伦威尔回答说：“他被他最信任的人背叛了，而这些人是他父亲最感激的。”克伦维尔第二天早上离开了小镇。在这段自愿流亡期间，他给回英国的家人写了许多信；这些信件现在由亨廷登郡档案办公室的剑桥郡档案和地方研究所保管。
1680年或1681年，他回到英国，在赫特福德郡的切森特（Cheshunt）与商人托马斯·彭杰利（Thomas Pengelly）同住，靠他在赫斯利（Hursley）的庄园收入为生。1712年7月12日，他去世，享年85岁。他的遗体被送回赫斯利，安葬在万圣教区教堂下方的一个墓穴中，近年来，人们在那里为他安放了一块牌位。他是三个世纪以来寿命最长的英国国家元首，甚至超过了在位时间长得多的乔治三世和维多利亚女王，直到2012年1月伊丽莎白二世以85岁零9个月零9天的高龄将他超越。

## 虚构形象
理查德·克伦威尔曾出现在历史电影中。其中包括《克伦威尔》（1970年）由安东尼·梅饰演和《处死国王》（2003年）由约翰·保罗·麦克劳德饰演的。托马斯·塞尔于1840年创作的历史舞台剧《克拉克大师》围绕着威廉·麦克雷迪在干草市场剧院扮演的克伦威尔展开。
安德鲁·泰勒的小说《最后的护国公》中描写了克伦威尔。

## 延伸阅读
- Chapman, James, , I.B.Tauris, 2005  [2019-12-21], ISBN 978-1-85043-808-3, （原始内容存档于2021-04-18）
- Gaunt, Peter. . . 2004  [2019-12-21]. （原始内容存档于2016-08-02）.
- Hutton, Ronald. . Oxford: Clarendon Press. 1985. ISBN 0-19-822698-5.
- Beevor, R. J.; Roberts, E. T.; others. . 1903.
- Munden, Kenneth White, , University of California Press, 1971  [2019-12-21], ISBN 978-0-520-20970-1, （原始内容存档于2020-11-23）
- Waylen, James; Cromwell, John Gabriel. . London: Elliot Stock. 1897.